# Acacia mearnsii
Acacia mearnsii, auch als Black wattle bezeichnet, ist eine Pflanzenart in der Gattung Akazien (Acacia). Sie ist in Australien heimisch, jedoch heute weit verbreitet.

## Beschreibung
Acacia mearnsii ist ein großer, immergrüner Strauch oder Baum, der Wuchshöhen bis zu 15 Meter erreicht. Die Borke ist glatt und grünlich bis schwärzlich. Die Zweige sind etwas kantig und dicht behaart. Die wechselständigen Laubblätter sind olivgrün bis dunkelgrün und doppelt gefiedert. Der Blattstiel ist 10 bis 50 mm lang, behaart und trägt eine bis mehrere Drüsen. Die Rhachis ist 40 bis 150 mm lang und behaart. Das Blatt besteht aus 8 bis 25 Paar Fiedern 1. Ordnung, die jeweils 20 bis 60 mm lang sind. An ihnen stehen 16 bis 70 Paar Fiederblättchen 2. Ordnung, die länglich, oberseits kahl, unterseits und an den Rändern behaart sind. Die Fiederblättchen sind 1 bis 5 mm lang, 0,5 bis 0,8 mm breit und gerade. Junge Blätter sind goldgelb bis gelbgrün.
Der Blütenstand besteht aus 20 bis 40 fahlgelben Blüten, die in kugeligen Köpfen stehen. Der Blütenstandsstiel ist dick, golden behaart und 5 bis 8 mm lang. Diese Köpfe stehen in Rispen. Die Blüten haben einen Kelch mit kurzen spitzen und kahlen Lappen. Die Kronblätter sind kahl, der Fruchtknoten behaart.
Die Hülsenfrucht ist gerade, 3 bis 18 cm lang und 4 bis 9 mm dick. Sie ist dunkel und fein behaart. Die schwärzlichen Samen besitzen einen Arillus.
Die Chromosomenzahl beträgt 2n = 26 oder 52.

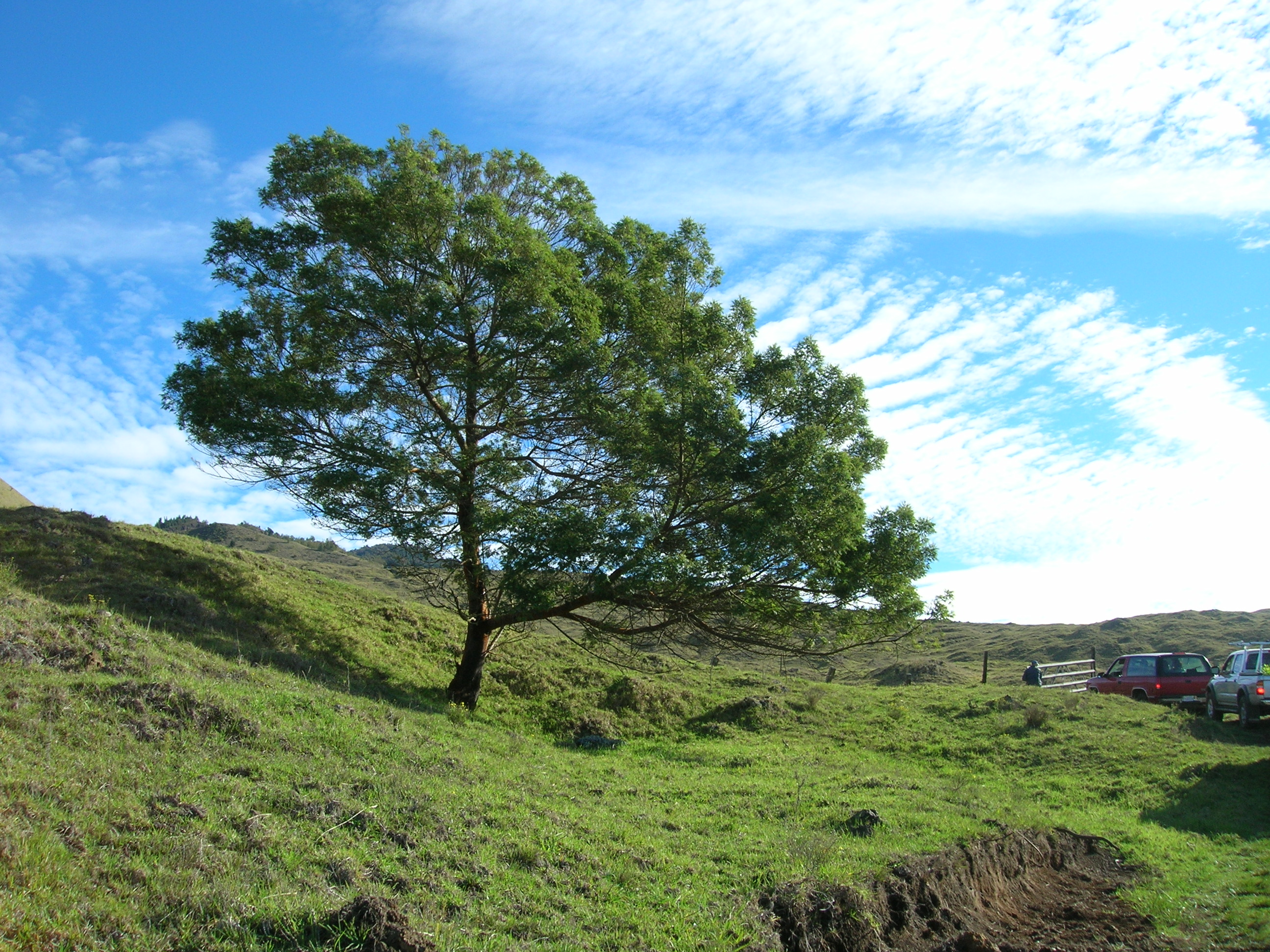
Acacia mearnsii auf Maui (Hawaii)

## Verbreitung
Acacia mearnsii Art ist ursprünglich in Australien beheimatet. Sie kommt von Nordost-Tasmanien über den Süden von Victoria bis in den Süden von New South Wales bis nördlich Sydney vor. Auch in South Australia kommt sie vor. In weiteren Bereichen von New South Wales ist sie eingebürgert, wo sie sich von Straßenrand-Bepflanzungen aus verselbständigt hat.
Sie wächst in offenen Eukalyptus-Wäldern und Woodlands und kommt vorwiegend auf trockenen, schweren Böden vor.
Acacia mearnsii ist inzwischen auch in Nord- und Südamerika, Afrika, Asien, Europa und im Pazifik-Raum eingebürgert. Die Art gilt außerhalb ihres Ursprungsgebietes vielfach als invasiver Neophyt, der eine massive Bedrohung für die angestammten Ökosysteme darstellt. Das südafrikanische Programm Working for Water zielt unter anderem auf die Entfernung dieser Baumart ab, weil sie sich negativ auf den Wasserhaushalt und die indigene Pflanzenvielfalt auswirkt. So konkurriert sie mit der indigenen Vegetation, reduziert die einheimische Biodiversität und führt darüber hinaus zu einem Wasserverlust in Uferrandstreifen. Dies ist der Grund, weshalb Acacia mearnsii in der Global Invasive Species Database zu den schädlichsten invasiven Neobiota weltweit gezählt wird.

## Nutzung
Aus der Borke werden Tannine zur Ledergerbung gewonnen. Das Holz wird zur Herstellung von Holzkohle und Papier verwendet. Die Bäume wurden auch zur Verringerung der Bodenerosion angepflanzt.